# Saison 2 de Summerland
Chronologie
Saison 1
Cet article présente le guide des épisodes de la deuxième saison de la série télévisée Summerland.

## Épisodes

### Épisode 1:Le Roman d'Ava
- Shelley Buckner (Amber Star)
- Jesse Head (Lucas)
- Jay Harrington (Simon)
- Danielle Savre (Callie)

### Épisode 2:Être soi-même
- Shelley Buckner (Amber Starr)
- Jay Harrington (Simon O'Keefe)
- Danielle Savre (Callie)
- Jesse Head (Lucas)
- Carmen Electra (Mona)
- Aaron Perilo (Joey Bedolla)
- Ron Butler (Le médecin des urgences)
- Vincent Duvall (Agent du FBI)
- Hunter Parrish (Tracy Hart)
- Richard Hoggard (Sean Hart)

### Épisode 4:Quatre pères à la maison
- Jay Harrington (Simon O'Keefe)
- Taylor Boggan (Ethan Tyman)
- Amy Castle (Regan)

### Épisode 6:Si près des étoiles
- Danielle Savre (Callie)
- Jesse Head (Lucas)
- Richard Hoggard (Sean Hart)
- Hunter Parrish (Tracy Hart)

### Épisode 7:Une star est née
- Danielle Savre (Callie)
- Jonathan Slavin (Kolby Freed)
- Jesse Head (Lucas)
- Byron Field (Todd)
- Christy Carlson Romano (Gigi)
- Mary Chris Wall (Mary Ellen)
- Simon Rex (Sun)

### Épisode 8:Destination Hawaii
- Jonathan Slavin (Kolby Freed)
- Elijah Alexander (Matt Carlson)
- Pepper Sweeney (L'entraîneur Haskill)
- Jay Huguley (Doug Fox)
- Carmen Electra (Mona)
- Michael Angarano (Jeb)

### Épisode 9:Adieu
- Jonathan Slavin (Kolby Freed)
- Sean McEwen (Nick Selles)
- Bruce Michael Hall (Sam Bennett)
- Jay Huguley (Doug Fox)
- Toby Hemingway (Jason)
- Darren Keefe (Le photographe)

### Épisode 10:Mauvaise Fréquentation
- Alexandra Barreto (Isabel Luna)
- Elijah Alexander (Matt Carlson)
- Shelley Buckner (Amber Starr)
- Ian Abercrombie (Thomas Lindfield)
- Meredith Louise Thomas (Emily Hulings)

### Épisode 11:Pour l'amour d'un fils
- Elijah Alexander (Matt Carlson)
- Alexandra Barreto (Isabel Luna)
- Danielle Panabaker (Faith)
- C. Thomas Howell (Kyle Bale)
- Kellan Lutz (Fordie)
- Robert Joseph (L'officier de police)

### Épisode 12:La Révélation
- Alexandra Barreto (Isabel Luna)
- Elijah Alexander (Matt Carlson)
- Gary Weeks (Raleigh)

### Épisode 13:Pour toujours...
- Alexandra Barreto (Isabel Luna)
- Elijah Alexander (Matt Carlson)
- Tony Donno (Le photographe)